# Конструктор копіювання
Конструктор копіювання — особливий конструктор в мові програмування C++, який використовується для створення нових об'єктів як копії існуючого об'єкта. Першим аргументом такого коструктора є посилання (константне або ні) на об'єкт того ж типу, що й тип об'єкта який ми конструюємо, за цим параметром можуть іти інші будь-яких типів, але обов'язково із значеннями за замовчанням.
Зазвичай компілятор самостійно створює коструктор копіювання для кожного класу (відомий як уставний (англ. default) конструктор копіювання), але при потребі програміст створює конструктор копіювання, відомий як користувачевий або визначений користувачем конструктор копіювання. В таких випадках компілятор не створює його.
Користувацький конструктор копіювання здебільшого потрібен, коли об'єкт має вказівники або неспільні посилання, такі як файл, в цьому випадку деструктор і оператор присвоювання також мають бути написані (дивись Правило трьох).

## Визначення
Копіювання об'єктів досягається через використання конструктора копіювання і оператора присвоювання. Перший параметр конструктора копіювання це посилання (можливо const або volatile) на його власний тип класу. Він може мати більше аргументів, але інші мають мати значення за замовчанням. В наступному прикладі наводяться правильні конструктори для класу X:
```
X
(
const
 
X
&
 
copyFromMe
);

X
(
X
&
 
copyFromMe
);

X
(
const
 
volatile
 
X
&
 
copyFromMe
);

X
(
volatile
 
X
&
 
copyFromMe
);

X
(
const
 
X
&
 
copyFromMe
,
 
int
 
=
 
10
);

X
(
const
 
X
&
 
copyFromMe
,
 
double
 
=
 
1.0
,
 
int
 
=
 
40
);

```

```
X
 
a
 
=
 
X
();
     
// в даному випадку, завдяки оптимізації, одразу створюється об'єкт а 

               
// без використання конструктора копіювання,

               
// хоча може бути створений тимчасовий константний об'єкт із 

               
// використанням звичайного конструктора X, 

               
// який потім, за допомогою конструктора копіювання, 

               
// ініціалізує a як копію тимчасового об'єкта.

```

Розглянемо різницю між першим і другим конструкторами копіювання
```
X
 
const
 
a
;

X
 
b
 
=
 
a
;
       
// вірно для X(const X& copyFromMe), але не вірно X(X& copyFromMe)

               
// бо другий конструктор вимагає неконстантне посилання X&

```

Варіант X& використовується при потребі змінити об'єкт, що копіюється. Таке потрібно дуже рідко, але це можна побачити в стандартній бібліотеці std::auto_ptr.
```
X
 
a
;

X
 
b
 
=
 
a
;
       
// вірно для всіх конструкторів копіювання

```

Наступні конструктори копіювання не вірні через те, що copyFromMe передається не як посилання:
```
X
(
X
 
copyFromMe
);

X
(
const
 
X
 
copyFromMe
);

```

тобто виклик такого конструктора викличе копіювання параметрів, що в свою чергу призведе до нескінченної рекурсії.
Конструктор копіювання може викликатися в наступних випадках:
1. Коли об'єкт повертається за значенням
2. Коли об'єкт передається в функцію за значеннам як аргумент
3. Коли об'єкт ініціалізується за допомогою іншого об'єкта (того ж типу)
4. Коли об'єкт створюється компілятором як тимчасовий

Всі ці випадки тотожні до:
T x = a;
У деяких випадках компілятор може з метою оптимізації не викликати конструктор копіюваня.

## Операції
Об'єктові може бути присвоєне значення двома шляхами:
- Явне присвоєння у виразі
- Ініціалізація

### Явне присвоєння у виразі
```
Object
 
A
;

Object
 
B
;

A
 
=
 
B
;
       
// перекладається як Object::operator=(const Object&), тобто викликається A.operator=(B)

             
// (викликається просте копіювання, а не конструктор копіювання!)

```

### Ініціалізація
Об'єкт може бути ініціалізований у будь-який спосіб з наступних.
a. Через оголошення
```
Object
 
B
 
=
 
A
;
 
// перекладається як Object::Object(const Object&) (виклик конструктора копіювання)

```

b. Через аргументи функції
```
type
 
function
 
(
Object
 
a
);

```

c. Через повернене значення
```
Object
 
a
 
=
 
function
();

```

Конструктор копіювання використовується виключно для ініціалізації, і не застосовується для присвоювання де використовується оператор присвоювання натомість.
Неявний конструктор копіювання класу викликає базовий конструктор копіювання і копіює члени класу підходящим для їхнього типу чином. Якщо це тип класу, тоді відповідний конструктор копіювання викликається, якщо це скалярний тип, використовується вбудований оператор присвоювання. Насамкінець, якщо це масив, кожен елемент копіюється відповідно до його типу.
Шляхом визначення користувачевого конструктора копіювання програміст може задати необхідну поведінку при копіюванні.

## Приклади
Наступні приклади показують як працюють конструктори копіювання і навіщо вони потрібні.

### Неявний конструктор копіювання
Розглянемо наступний приклад.
```
#include
 
<iostream>

class
 
Person
 
{

public
:

    
int
 
age
;

    
explicit
 
Person
(
int
 
age
)

      
:
 
age
(
age
)
 
{}

};

int
 
main
()

{

    
Person
 
timmy
(
10
);

    
Person
 
sally
(
15
);

    
Person
 
timmy_clone
 
=
 
timmy
;

    
std
::
cout
 
<<
 
timmy
.
age
 
<<
 
" "
 
<<
 
sally
.
age
 
<<
 
" "
 
<<
 
timmy_clone
.
age
 
<<
 
std
::
endl
;

    
timmy
.
age
 
=
 
23
;

    
std
::
cout
 
<<
 
timmy
.
age
 
<<
 
" "
 
<<
 
sally
.
age
 
<<
 
" "
 
<<
 
timmy_clone
.
age
 
<<
 
std
::
endl
;

    
return
 
0
;

}

```

Виведення
```
10 15 10
23 15 10
```

Як і очікувалось, timmy був скопійований в новий об'єкт, timmy_clone. І хоча вік timmy був змінений, вік timmy_clone залишився тим самим. Причина цього в тому, що це зовсім різні об'єкти.
Компілятор створив конструктор копіювання для нас, і він може бути записаний так:
```
Person
(
const
 
Person
&
 
copy
)

  
:
 
age
(
copy
.
age
)
 
{}

```

Тобто, коли ж ми дійсно потребуємо користувачевого конструктора копіювання? Наступний розділ дасть відповідь на це питання.

### Користувацький конструктор копіювання
Тепер, уявімо дуже простий клас динамічних масивів:
```
#include
 
<iostream>

class
 
Array

{

  
public
:

    
int
 
size
;

    
int
*
 
data
;

    
explicit
 
Array
(
int
 
size
)

        
:
 
size
(
size
),
 
data
(
new
 
int
[
size
])
 
{}

    
~
Array
()
 

    
{

        
delete
[]
 
data
;

    
}

};

 

int
 
main
()

{

    
Array
 
first
(
20
);

    
first
.
data
[
0
]
 
=
 
25
;

    
{

        
Array
 
copy
 
=
 
first
;

        
std
::
cout
 
<<
 
first
.
data
[
0
]
 
<<
 
" "
 
<<
 
copy
.
data
[
0
]
 
<<
 
std
::
endl
;

    
}
    
// (1)

    
first
.
data
[
0
]
 
=
 
10
;
    
// (2)

    
return
 
0
;

}

```

Виведення
```
25 25
Segmentation fault
```

Через те, що ми не визначили конструктор копіювання, компілятор створив його для нас. Створений конструктор може виглядати схожим на наступний:
```
Array
(
const
 
Array
&
 
copy
)

  
:
 
size
(
copy
.
size
),
 
data
(
copy
.
data
)
 
{}

```

У даному разі конструктор виконав поверхове копіювання (англ. shallow copy) вказівника data. Він скопіював лише адресу первісного члена даних; тобто вони обидва використовують вказівник на одну ділянку пам'яті, нам би хотілось іншого. Коли програма досягає рядка (1), викликається деструктор копії (через автоматичне знищення об'єкта у стеку при виході з його області видимості). Деструктор масиву видаляє масив data, що використовується обома об'єктами. Після цього на рядку (2) ми намагаємось отримати доступ до неіснуючого об'єкта і записати туди! Це викликає відому помилку сегментації.
Якщо ми напишемо власний конструктор копіювання, який виконує глибоке копіювання, тоді ми позбудемось цієї проблеми.
```
Array
(
const
 
Array
&
 
copy
)

  
:
 
size
(
copy
.
size
),
 
data
(
new
 
int
[
copy
.
size
])
 

{

    
std
::
copy
(
copy
.
data
,
 
copy
.
data
 
+
 
copy
.
size
,
 
data
);
    
// #include <algorithm> для std::copy

}

```

Тут, ми створюємо новий масив і копіюємо вміст у нього. Тепер деструктор copy видалить лише власні дані і не зачепить дані об'єкта first. Рядок (2) відтепер не викликатиме помилку сегментації.
Замість того, щоб робити глибоке копіюваня одразу, можна використати один із способів оптимізації. Вони дозволяють безпечне спільне використання даних кількома об'єктами, таким чином зберігаючи пам'ять. Стратегія копіювання при записі робить копію даних тільки при спробі запису. Лічильник посилань слідкує за тим скільки об'єктів посилаються на дані, і знищує їх тільки тоді, коли кількість дорівнює нулю (наприклад boost::shared_ptr).

### Конструктори копіювання і шаблони
Всупереч очікуванням, шаблонний конструктор копіювання не є користувачевим конструктором копіювання. Тож недостатньо мати:
```
template
 
<
typename
 
A
>
 
Array
::
Array
(
const
 
A
&
 
copy
)

  
:
 
size
(
copy
.
size
()),
 
data
(
new
 
int
[
copy
.
size
()])
 

{

    
std
::
copy
(
copy
.
begin
(),
copy
.
end
(),
data
);

}

```

(Зауважте, що тип A може бути Array.) Користувачевий, нешаблонний конструктор копіювання має бути визначений для конструювання Array на основі Array.

## Явний конструктор копіювання
Явний коструктор копіювання визначається за допомогою ключового слова explicit. Наприклад:
```
explicit
 
X
(
const
 
X
&
 
copyFromMe
);

```

Він використовується для запобігання копіюванню об'єктів під час виклику функцій або під час ініціалізації копіюванням.
```
    
X
 
a
;

    
X
 
b
 
=
 
a
;
   
// помилка

    
X
 
b
(
a
);
    
// вірно

```